# Sherry Golf Club
De Sherry Golf Club is een golfclub vlak bij Jerez, aan de Costa de la Luz in Spanje.
De Sherry Golf werd in juni 2004 geopend. Er is een 18-holes par 72 golfbaan en een par-3 oefenbaan.

## Toernooien
Hoewel de baan jong is, zijn er al verschillende nationale toernooien geweest, w.o. het Spaans Amateur Kampioenschap in 2007.

#### Stage II
Sinds 2006 is Sherry een van de vier golfbanen die zal worden gebruikt voor Stage II (ronde 2) van de Tourschool. De 'Final Stage' (finale) vindt plaats op The San Roque Club, ook in Spanje.
 Winnaars:
- 2006:  Andrew Tampion, Inder van Weerelt wordt gedeeld 12de en kwalificeert zich voor de finale; Jérôme Theunis wordt 29ste en mist de kwalificatie;
- 2007:  Sion E. Bebb, Wil Besseling wordt 51ste en mist de kwalificatie;
- 2008:  Julien Guerrier, de Belg Pierre Relecom kwalificeert zich net niet voor de finale en staat 5de reserve;
- 2009: uitslag 3 december